# 22 (альбом)
«22» — дебютный официальный студийный альбом Miiisha, вышедший в 2011 году.

## Об альбоме
Диск стал отличается от ранних работ Сурапова. В «22» акцент сделан на простоту текста и мелодии.

Миша о альбоме «22»:

«Моя новая музыка несёт дух веселья и новаторского попа. Когда-то текст был основной частью всего, а все остальное было лишь дополнением, предназначенным для того, чтобы подчеркнуть общую атмосферу, которую я пытался передать словами. Сейчас текст — просто солирующий инструмент и не более того. Раньше стихи были навороченные и сложные, а теперь я ради любопытства пошёл в противоположную сторону, сделал минимализм: просто танцевальное веселье».

## Список композиций
| №   | Название                                     | Длительность |
| --- | -------------------------------------------- | ------------ |
| 1.  | «meteor»                                     | 5:03         |
| 2.  | «новая цифровая смерть/modern digital death» | 4:54         |
| 3.  | «акулы/sharks»                               | 3:53         |
| 4.  | «враг/enemy»                                 | 3:40         |
| 5.  | «оружие/weapon»                              | 5:18         |
| 6.  | «дело/business»                              | 3:35         |
| 7.  | «отвали/fuck off»                            | 4:33         |
| 8.  | «приключения/adventures»                     | 2:57         |
| 9.  | «молодость/youth»                            | 5:04         |
| 10. | «antarctica»                                 | 5:02         |

### Рецензии
- Альбом в журнале Афиша
- Альбом в журнале «СПБ Собака»
- Рецензия на альбом «22» (недоступная ссылка) в журнале «Афиша»
- Рецензия на альбом «22» на OpenSpace.ru

### Слушать и скачать
- Альбом 22 на SoundCloud
- Скачать альбом 22 с сайта Афиши